# 弗朗卡尔特罗夫
弗朗卡尔特罗夫（法語：Francaltroff，法語發音：[fʁɑ̃kaltʁɔf]）是法国摩泽尔省的一个市镇，属于萨尔堡-萨兰堡区。

## 地理
弗朗卡尔特罗夫（48°57'46"N, 6°47'52"E）面积12.46 平方千米，位于法国大東部大區摩泽尔省，该省份为法国东北部内陆省份，是洛林的一部分，西南接默尔特-摩泽尔省，东临下莱茵省，北与卢森堡和德国接壤。
与弗朗卡尔特罗夫接壤的市镇（或旧市镇、城区）包括：埃尔斯特罗夫、弗雷布斯、格罗唐坎、埃利梅尔、莱南、蒙迪迪耶、讷维拉日、瓦勒-莱贝内斯特罗夫、维尔曼。

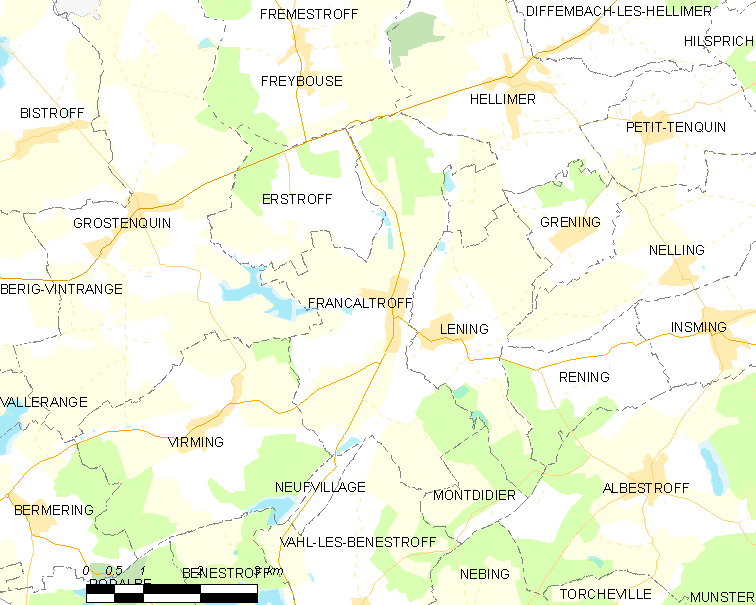
弗朗卡尔特罗夫的OSM定位图

弗朗卡尔特罗夫的时区为UTC+01:00、UTC+02:00（夏令时）。

## 行政
弗朗卡尔特罗夫的邮政编码为57670，INSEE市镇编码为57232。

## 政治
弗朗卡尔特罗夫所属的省级选区为索努瓦县。

## 人口

1962-2008年间弗朗卡尔特罗夫人口变化图示

弗朗卡尔特罗夫于2022年1月1日时的人口数量为759人。